# Vasos funerarios de la Antigua Grecia

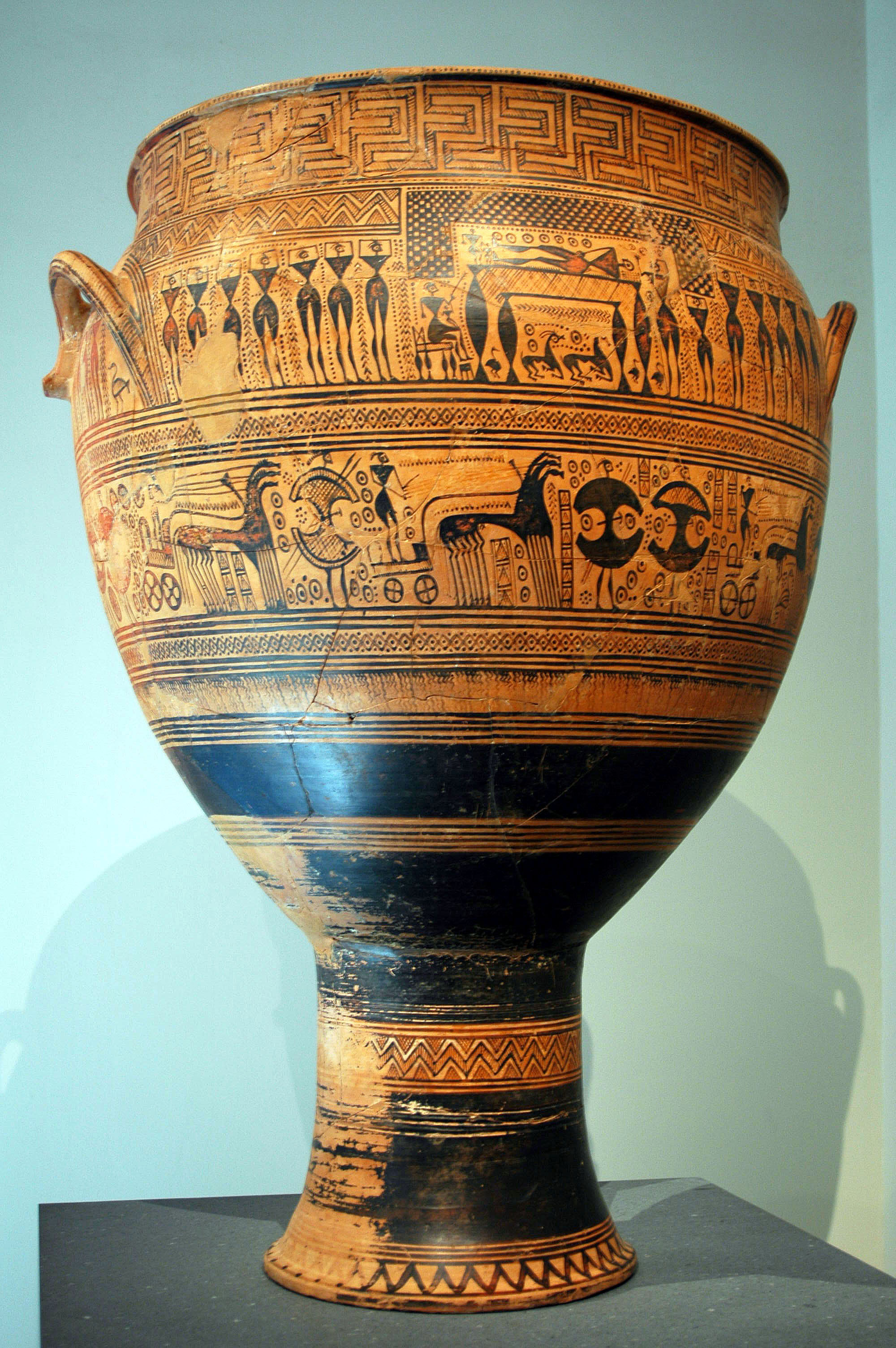
Crátera geométrica, del taller de Hirschfeld. 750-735 a. C.

Los vasos funerarios de la antigua Grecia son como si se tratase de lápidas decorativas hechos en la antigua Grecia, que estaban diseñados para parecerse a recipientes que contenían líquidos. Esto vasos decorados se colocaban en las tumbas como señal de estatus de la élite. Hay muchos tipos de vasos funerarios, como las ánforas, las cráteras, los enócoes y los kílices, entre otros. Un ejemplo famoso es el ánfora de Dípilon. Los vasos de uso cotidiano no solían estar pintados, pero los griegos ricos podían permitirse unos lujosamente pintados. Los vasos funerarios de las tumbas masculinas podían tener temas de proezas militares o de atletismo. Sin embargo, las alusiones a la muerte en las tragedias griegas eran un motivo popular. Los centros famosos de estilos de vasos son Corinto, Laconia, Jonia, el sur de Italia y Atenas.

## Usos

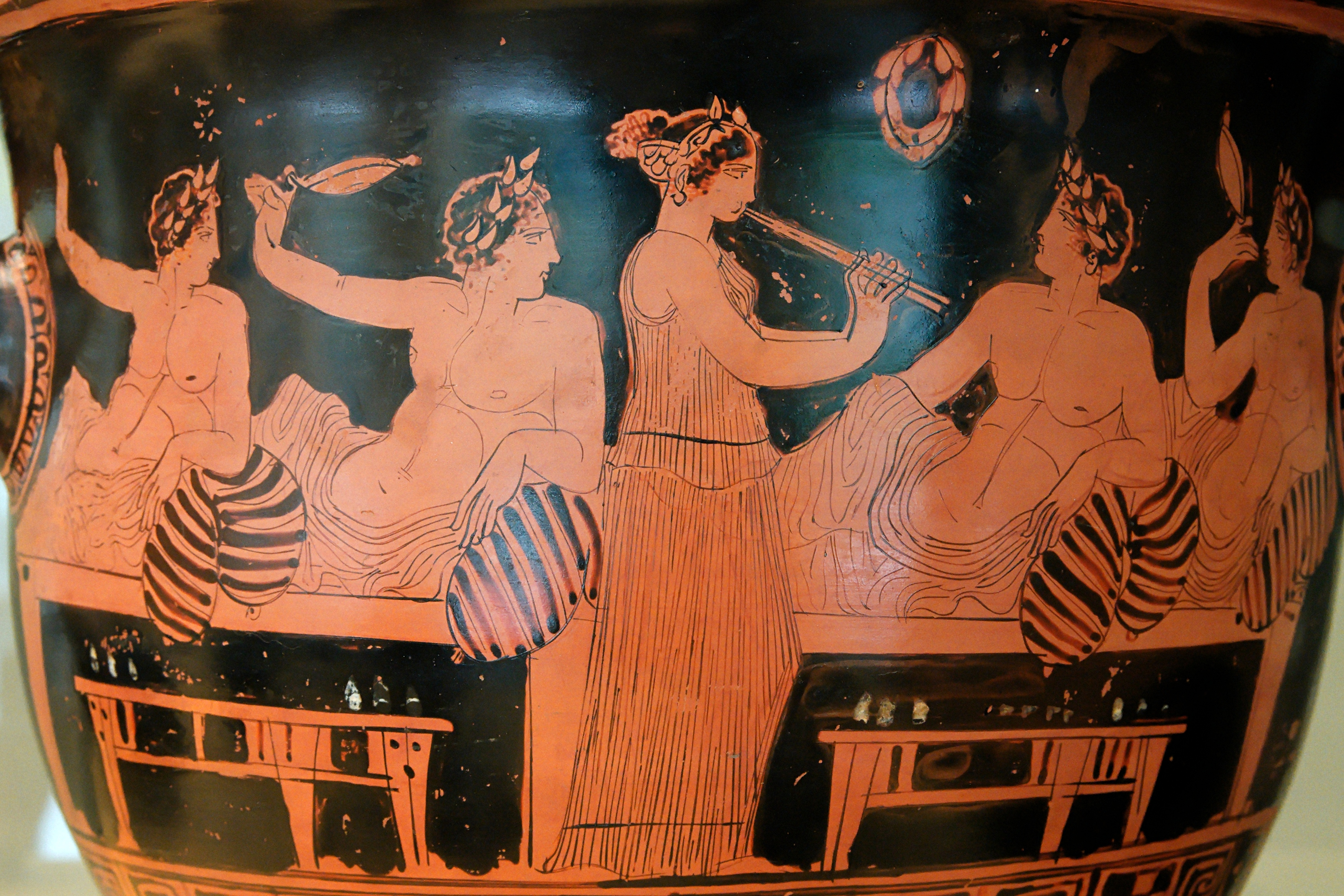
Hombres tumbados y bebiendo en un simposio.Crátera de campana ática de figuras rojas, a. C.

Uno de los principales tipos de vasos funerarios era la crátera, un recipiente para mezclar vino y agua que utilizaban los hombres de la élite griega en los simposios. Los simposios tenían una influencia oriental  en la que la aristocracia se tumbaba y bebía; muchos pintores griegos hacen referencia a este estilo de vida en su arte. La crátera era tan simbólica del estatus de la élite que se colocaban grandes cráteras ricamente decoradas en las tumbas. Aunque tienen forma de recipiente para beber, algunas cráteras funerarias se hacían solo para marcar la tumba, como indica el agujero en el fondo del recipiente. Este orificio permitía que las libaciones se drenaran.
Los vasos funerarios muy decorados, junto con costosos ajuares funerarios y elaboradas procesiones, contribuía a mostrar el estatus de las familias ricas. Este acto se denomina consumo conspicuo, y permitía a toda la comunidad saber quién ostentaba el poder en la región.

## Tipos
El ánfora era una vasija alta y delgada que a menudo contenía aceite, vino, leche o grano. Podían ser tan altas como un adulto, y eran tanto prácticas para el transporte de mercancías, como artísticas en su uso funerario. Las ánforas llenas de aceite (ánforas panatenaicas) se otorgaban a los atletas victoriosos durante las Panateneas, con el ganador pintado en ella. Podían colocarse sobre la tumba del atleta.
El lécito era otro estilo de vaso funerario que solía contener aceite ritual. Tenía un cuerpo delgado con una sola asa. Un famoso artista de lécitos fue el pintor de Aquiles. Los lécitos funerarios solían pintarse con la técnica de fondo blanco.
El kílix, popular en los simposios, era un vaso robusto con un cuenco muy ancho. Un conocido alfarero de kílices fue Exequias. Después de ser formados por separado en el torno del alfarero, el cuenco y el tallo se dejaban secar. A continuación, la taza se colocaba boca abajo para colocar las asas. Las asas se secaban en esta posición invertida, lo que daba a las asas una curva única hacia arriba cuando el kílix estaba en posición vertical.
El enócoe era una jarra de vino robusta con un labio distintivo para verter y un gran asa. El nombre proviene de oinos (vino) y cheo (verter). Algunos de ellos tienen una escultura en relieve bajo el cuenco. Hay otras dos variantes de enócoe que difieren en tamaño y estilo, llamadas olpe y coe.
La hidria era un recipiente que contenía agua con tres asas; dos para llevarla y otra para verterla. También podían ser de bronce. Un ejemplo bien conservado es la Regina Vasorum del sur de Italia.

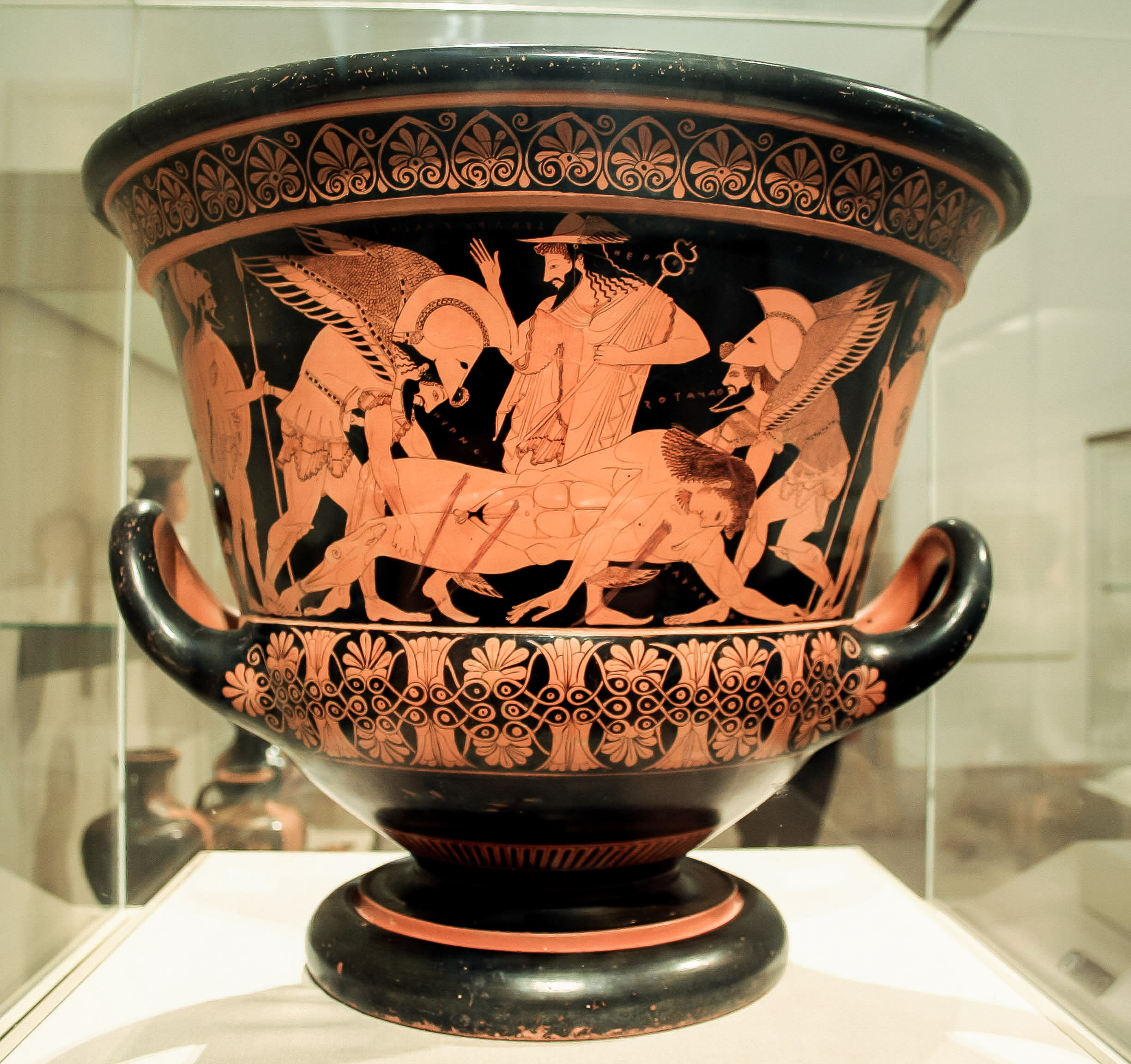
Crátera de Eufronio que representa a Hipnos (izquierda) y Tánatos (derecha) llevando a Sarpedón muerto, con Hermes en el centro. Crátera ática de figuras rojas, 515 a. C.

## Iconografía
Los motivos geométricos adornan muchos vasos entre el 900 y el 700 a. C.  Estos motivos incluyen meandros, ángulos rectos y esvásticas. La mayoría de los vasos de este periodo se encontraron en cementerios, convirtiéndose así en nuestra principal fuente de conocimiento durante el periodo geométrico. En el año 600 a. C., Atenas se alejó de los patrones geométricos abstractos y se inclinó por un arte más natural, influenciado por el Oriente Próximo.
Las imágenes de los vasos pueden proporcionar información sobre la religión, las creencias y la forma de vida de la gente, incluidos los ritos de enterramiento. Las costumbres funerarias incluían el lavado y el aderezo del cuerpo con ungüentos antes de envolverlo en un sudario y una tela exterior. A continuación, el cuerpo se depositaba en un féretro, o lecho funerario, lo que da forma a la asociación de los griegos entre el sueño y la muerte.

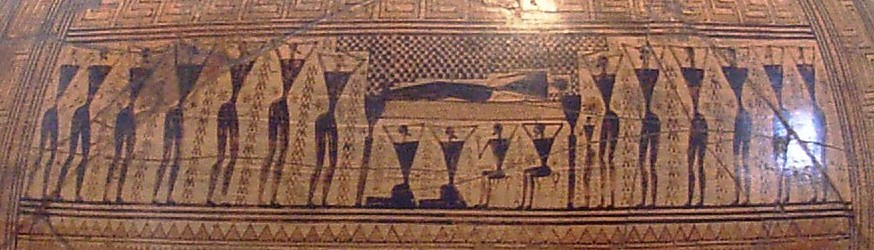
Ánfora de Dípilon, mediados del 700 a. C. Detalle de la disposición del cuerpo (prótesis).

Tánatos, el dios de la muerte dulce, puede verse en los vasos funerarios griegos llevándose el cuerpo del difunto al inframundo. El acto de colocar el cuerpo para que lo vean los dolientes, llamado prótesis, está pintado en el Ánfora de Dípilón. El siguiente paso era la ecforá; el traslado del cuerpo a un cementerio en una procesión. Si se practicaba la cremación, las cenizas del difunto se colocaban dentro del vaso funerario y se enterraban.

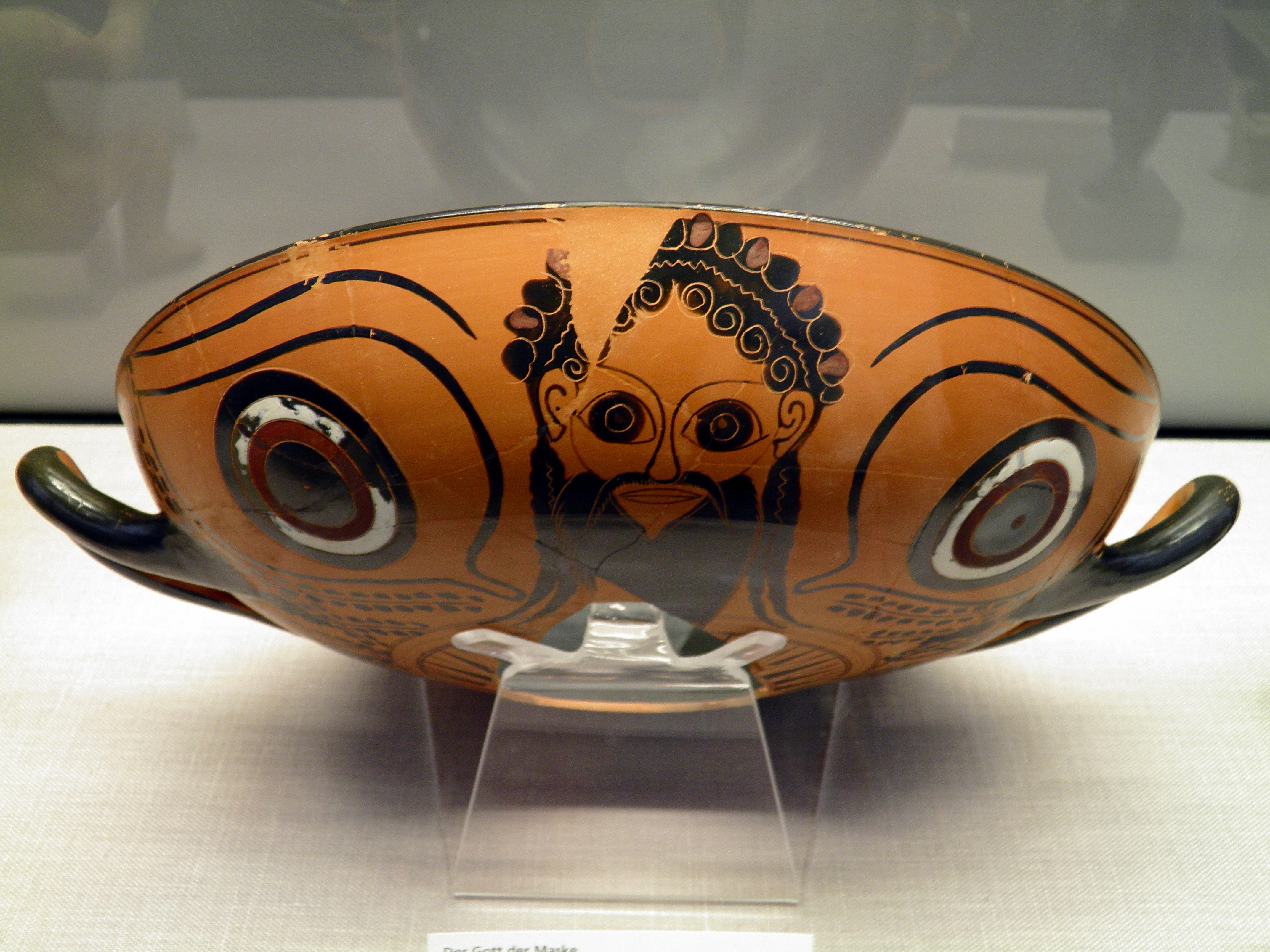
Copa de ojos calcidea de figuras negras con máscara de Dioniso, circa 520-510 a. C., Múnich: Staatliche Antikensammlungen.

## Conexiones sociales
Los kílices, utilizados en los simposios, solían estar pintados con grandes ojos. Cuando se bebía de estas copas de ojos, actuaban como una máscara, como la que llevarían los actores en una obra de teatro. Estos ojos miraban fijamente a los demás invitados, y las asas parecían orejas. La palabra griega para asa es "ous", que significa oreja. El estado mental alterado que se produce al beber alcohol es análogo a ponerse la máscara de otra persona. Esta conexión entre el vino, las máscaras y las historias que se contaban en los simposios se encarnaba en el dios Dioniso, el dios del vino y del teatro.

## Tragedia en los vasos

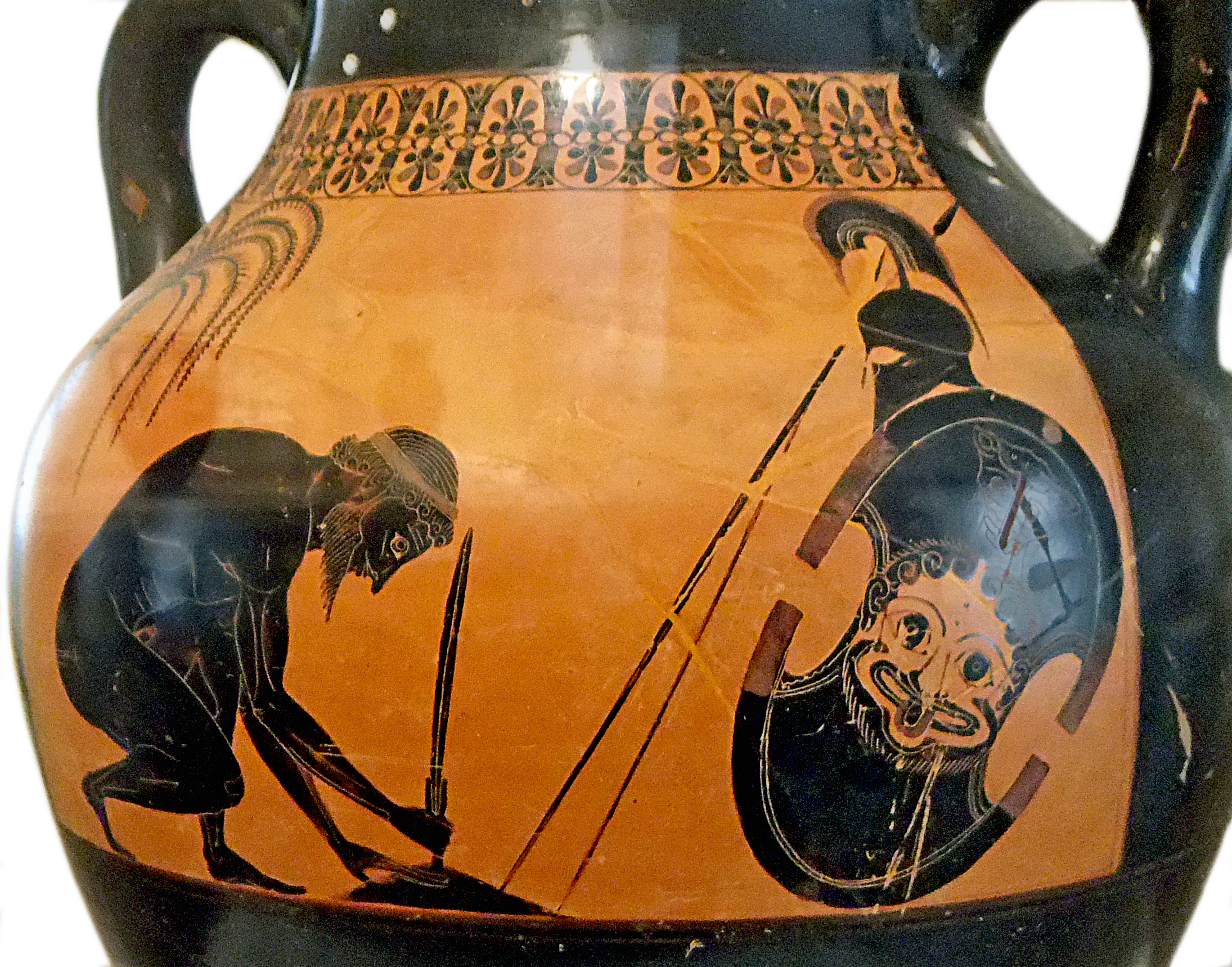
Vaso de Exequias que representa el suicidio de Áyax.

Las tragedias griegas eran un motivo popular en los vasos funerarios, que a menudo contenían la muerte de alguien cercano al personaje principal de la obra. Un ejemplo de ello es el vaso del suicidio de Áyax. Los griegos veían estas imágenes de las tragedias griegas en los vasos, que les recordaban el sufrimiento que tenían que soportar los héroes de antaño. Creían que si los grandes héroes eran capaces de sobrevivir a los sufrimientos de la vida, entonces ellos también podían hacerlo. De esta manera, podían ver la tragedia como algo reconfortante, dando así la fuerza para perseverar. A través de las representaciones visuales de las tragedias, los griegos podían relacionarse con los difuntos. Las vasijas que representaban escenas funerarias solían diseñarse para las tumbas. Sin embargo, también se han encontrado vasos con motivos cómicos en las tumbas.